# Rainer Stahel
Rainer Stahel (15 de enero de 1892, Bielefeld, Imperio alemán - Ivánovo, RSFSR, Unión Soviética - 30 de noviembre de 1955) fue un oficial alemán y miembro del Partido Nacionalsocialista. Es conocido por su participación en el retiro de Vilna y el mando de la guarnición de Varsovia durante el Levantamieno de Varsovia de 1944. Fue detenido por el NKVD en Rumania y pasó el resto de su vida en cautiverio soviético.

## Biografía

### Primeros años y guerra
Nacido en Bielefeld, Stahel se unió al Ejército alemán durante la Primera Guerra Mundial. Al final de la guerra, se había mudado a Finlandia y se unió al Ejército finlandés que participaba en la guerra civil finlandesa. En 1933 fue a la Alemania nazi donde trabajó en el Ministerio de Aviación. Tras la retirada alemana de Sicilia y la rendición de Italia, Stahel fue nombrado comandante militar de la ciudad de Roma en septiembre de 1943. En julio de 1944 fue trasladado a Vilna en la Polonia ocupada por los alemanes (actualmente Lituania), donde se convirtió en el comandante militar de la guarnición de la ciudad. Inicialmente al mando de aproximadamente 500 hombres, pronto recibió refuerzos y pudo posponer la toma de esa ciudad por parte de los partisanos polacos y el Ejército Rojo. Por sus esfuerzos, el 28 de julio de 1944, fue galardonado con las Espadas a la Cruz de Caballero y ascendido al rango de teniente general. 
Stahel fue trasladado a Varsovia, donde debía defender la ciudad contra el avance del Ejército Rojo. Sin embargo, la ofensiva soviética se detuvo y, en su lugar, el 1 de agosto, el Levantamiento de Varsovia fue iniciado por el Ejército de Polonia. El primer día del levantamiento, Stahel fue rodeado en su cuartel general en el Palacio Sajón, y perdió el control de la situación. El 4 de agosto, el comando sobre las fuerzas alemanas en Varsovia se le dio al comandante de las Waffen-SS Erich von dem Bach y el bolsillo de Stahel se subordinó al nuevo comandante. Aunque para el 7 de agosto las tropas de Oskar Dirlewanger lograron alcanzar las posiciones de Stahel en el centro de la ciudad, no reanudó su mando sobre la guarnición de la ciudad. En cambio, el 24 de agosto fue enviado a Bucarest, donde la sede alemana anticipaba combates urbanos similares; sus tropas intentaron ocupar Bucarest el 24 de agosto, la capital del país, pero fueron rechazadas por las tropas leales al rey Michael I. Durante este y los próximos días, Rumania cambió de bando y el Ejército Rojo entró en la ciudad casi sin oposición.

### Arresto y muerte

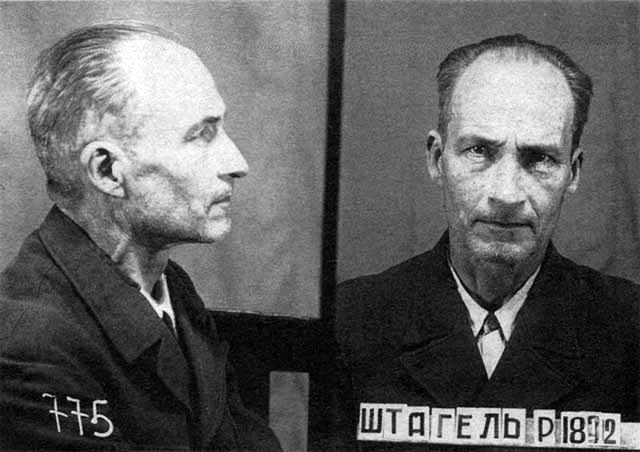
Reiner Stahel después de ser arrestado por el NKVD, 1944.

El 20 de septiembre de 1944, Stahel fue arrestado por el NKVD junto con el mariscal de campo Ion Antonescu. Interrogado por su parte en el levantamiento de Varsovia, fue encarcelado en la Unión Soviética. La fecha exacta de su muerte es objeto de controversia. Según fuentes soviéticas, Stahel murió el 30 de noviembre de 1952 en la prisión de transferencia central de Vladímir. Sin embargo, otras fuentes mencionan que Stahel murió en 1955 en el campo de prisioneros de oficiales de Voikovo de un ataque al corazón cuando se le informó de su posible traslado a Alemania.

## Supresión del Levantamiento de Varsovia
A pesar de su papel relativamente limitado en la represión del levantamiento de Varsovia de 1944, Stahel fue responsable de una serie de crímenes cometidos contra la población civil de Varsovia. El 2 de agosto ordenó el asesinato de todos los hombres identificados como insurgentes reales o potenciales, y la toma de rehenes de la población civil para ser utilizados como escudos humanos al asaltar posiciones insurgentes. Los testimonios de los soldados del 4. Regimiento de Granaderos Prusianos Orientales que llegaron a Varsovia el 3 de agosto muestran que Stahel les dio la orden de "matar a todos los hombres que encuentren, eliminar mujeres y niños, y quemar casas". Además, Stahel ordenó la ejecución de prisioneros polacos encarcelados en la calle Rakowiecka en el distrito de Mokotów y saqueos oficialmente sancionados perpetrados por soldados alemanes, permitiéndoles tomar cualquier cosa querían de casas en llamas.

## Condecoraciones
- Cruz de Hierro (1914) 2.ª clase (12 de octubre de 1914) y 1.ª clase (24 de marzo de 1915).[6]
- Cruz de Hierro (1939) 2.ª clase (16 de julio de 1941) y 1.ª clase (18 de septiembre de 1941).
- Cruz de Caballero de la Cruz de Hierro con hojas de roble y espadas; 
  - Cruz de Caballero el 18 de enero de 1942 como Oberstleutnant y comandante del Regimiento Flak 34.[7]
  - Hojas de roble el 4 de enero de 1943 como Oberst y comandante de una Luftwaffe - Kampfgruppe "Stahel".
  - Espadas el 18 de julio de 1944 como Generalmajor y comandante de Fester Platz Wilna.[8]

### Citas
1. ↑  Władysław Bartoszewski; Muzeum Powstania Warszawskiego. Dni walczącej stolicy : kronika Powstania Warszawskiego (en polaco). Warszawa: Muzeum Powstania Warszawskiego, Świat Książki. ISBN 978-83-7391-679-1.
2. ↑   Antoni Przygoński, "Powstanie warszawskie w sierpniu 1944 , Warszawa: Państwowe Wydawnictwo Naukowe, 1988, página 241.
3. ↑   Adam Borkiewicz,  Powstanie warszawskie 1944: zarys działań natury wojskowej , Warszawa: PAX, 1962., página 108
4. ↑   Lesław M. Bartelski, "Mokotów 1944", Warszawa: Wydawnictwo MON, 1971, página 277.
5. ↑   Protokół przesłuchania komendanta garnizonu Warszawa gen. Reinera Stahela , Moscú: 25/08/1945 r., http://ipn.gov.pl/portal/pl/719/10337/Nieznane_dokumenty_z_Powstania_Warszawskiego.html Archivado el 16 de febrero de 2010 en Wayback Machine..
6. ↑  Thomas 1998, p. 340.
7. ↑  Scherzer 2007, p. 716.
8. ↑  Fellgiebel 2000, p. 44.